# Sergio Menegale
Sergio Menegale (Milano, 24 giugno 1946) è un cantante e compositore italiano.

## Biografia
Nel 1970 ha partecipato sia al Festivalbar che al Girone B (Giovani) del Cantagiro con Odio e amo.
Nel 1971 ha partecipato al Festival di Sanremo presentando in abbinamento con i Wallace Collection il brano Il sorriso, il paradiso scritto da Gianni D'Errico, che si è classificato al quattordicesimo posto, ultimo tra i finalisti.
Nel 1974 ha composto, insieme a Enrico Riccardi e Luigi Albertelli, Volevi un amore grande, primo 45 giri di Loredana Bertè.
Nel 1984 ha collaborato con Renato Pareti alla colonna sonora del film Il futuro è donna, diretto da Marco Ferreri ed interpretato da Ornella Muti ed Hanna Schygulla.
Nel 1992 partecipa per la prima volta allo Zecchino d'Oro con il brano La canzone di Kian. Da allora ha scritto e composto 8 canzoni per questa trasmissione (l'ultima: Dino, l'imbianchino nel 2005 alla 48ª edizione), compresa una vincitrice dello Zecchino d'argento, ed è autore del testo italiano del brano giapponese La pioggia, per il 40º Zecchino d’Oro nel 1997, interpretato dall’autrice Yumiko Ashikawa (8 anni, di Tokyo), caso unico nella storia della trasmissione.

## Discografia

### 45 giri
- 1970 - Odio e amo/Occhi verdi (CGD, N 9769)
- 1971 - Il sorriso, il paradiso/Le ali con le piume (CGD, 103)
- 1971 - La scusa/Il calcolatore (CGD, 129)
- 1976 - E la radio va/Balena (VIP, 4432)

## Partecipazioni allo Zecchino d'Oro

### Testo
- La canzone di Kian ( Unione europea, 1992) (testo inglese: Scuola Europea - Insegnante Francis Bill)
- La terra è una palla (1994)
- Battimani (1995)
- Il mio pappagallo ( Bulgaria, 1996) (testo bulgaro: Iordan Iankov)
- La pioggia ( Giappone, 1997) (testo giapponese: Yumiko Ashikawa)
- Terra ( Bolivia, 1998) (testo spagnolo: Atilio Valdivieso)
- Bella l'estate ( Francia, 2000) (testo francese: Jean Rolland)
- Dino, l'imbianchino (2005)

### Musica
- La terra è una palla (1994)
- Battimani (1995)
- Dino, l'imbianchino (2005)